# Luciano Álvarez (escritor)
Luciano Álvarez García (Montevideo, 8 de noviembre de 1949-Montevideo, 8 de septiembre de 2018) fue un periodista, escritor y profesor uruguayo.

## Biografía
Se inició en el periodismo en el programa Discodromo de CX 8 Radio Sarandí, conducido por Rubén Castillo.
Profesor de Historia por el Instituto de Profesores Artigas y Doctor en Comunicación Social por la Universidad Católica de Lovaina, Bélgica. Ocupó diversos cargos académicos en la Universidad Católica del Uruguay.
Fue el creador del programa de televisión Inéditos, emitido por Saeta TV Canal 10 entre 1989 y 1994, una experiencia de trabajo en equipo de docentes y alumnos de la Universidad Católica que a través de documentos cinematográficos de aficionados se aproximó a la historia de los uruguayos.
Escribió dos libros sobre la historia del Club Atlético Peñarol. Peñarol y siempre Peñarol - La transición de 1913 y la cuestión del decanato (2001, reeditado en 2017) e Historia de Peñarol (2004), con Leonardo Haberkorn.
Junto a Leonardo Haberkorn escribió Relato oculto. Las desmemorias de Víctor Hugo Morales, publicado en 2012.
También en 2012 publicó Intrigantes, traidores y valientes. Prologado por el historiador José Rilla, trata sobre personajes históricos secundarios u olvidados en la historia de las luchas por la independencia en la región del Río de la Plata, en el siglo XIX.
Fue columnista del diario El País, donde escribía semanalmente sobre hechos y personajes históricos.
Era el padre del director, guionista y productor de cine Federico Álvarez.

## Obra
- 1985, Poétique du direct télévisuel
- 1986, Lógica de una comunicación democrática
- 1988, Los héroes de las siete y media
- 1993, La casa sin espejos
- 2000, El ágora electrónica
- 2001, Peñarol y siempre Peñarol. La transición de 1913 y la cuestión del decanato (reeditado en 2017)
- 2004, Historia de Peñarol , con Leonardo Haberkorn
- 2004, Montevideo imaginado
- 2006, Senderos de Montevideo. Punta Carretas
- 2012, Relato oculto. Las desmemorias de Víctor Hugo Morales Leonardo Haberkorn
- 2012, Intrigantes, traidores y valientes